# Regione Metropolitana di Londrina
La regione metropolitana di Londrina è l'area metropolitana di Londrina, nello Stato di Paraná in Brasile.

## Comuni
Comprende 8 comuni:
- Bela Vista do Paraíso
- Cambé
- Ibiporã
- Jataizinho
- Londrina
- Rolândia
- Sertanópolis
- Tamarana